# Stazione di Enas
La stazione di Enas è una stazione ferroviaria in disuso situata nel territorio comunale di Olbia, lungo la ferrovia Cagliari-Golfo Aranci.

## Storia

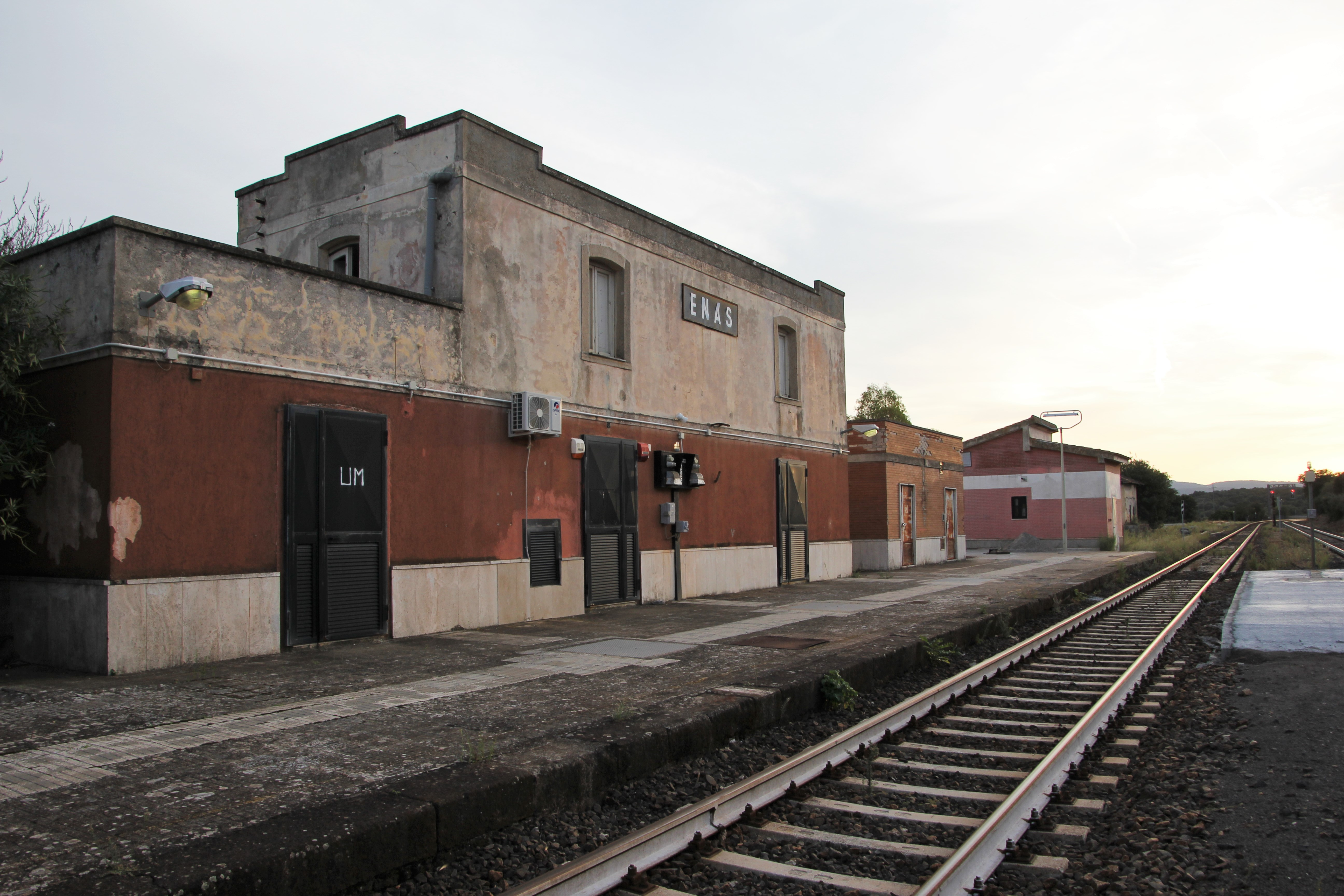
La stazione fu inaugurata a fine Ottocento

La stazione nacque negli ultimi decenni dell'Ottocento ad opera della Compagnia Reale delle Ferrovie Sarde, che negli stessi anni portò avanti i lavori di realizzazione della rete ferroviaria sarda a scartamento ordinario, comprendente la dorsale tra Cagliari e Golfo Aranci. L'impianto, che risultava attivo nel 1891, nacque per servire una serie di case sparse presenti nei pressi del rio Enas e dell'omonima località; in seguito passò nel 1920 sotto la gestione delle Ferrovie dello Stato (titolari della stazione dal 2001 tramite la controllata RFI).
Servito dagli anni duemila da una singola autocorsa sostitutiva giornaliera, nel dicembre 2008 l'impianto tornò ad ospitare dei treni viaggiatori, sino al 13 giugno 2009. Da allora, fatta salva una breve parentesi a inizio 2016, dal punto di vista ferroviario l'impianto è in uso esclusivamente per finalità di servizio e come posto di comunicazione.

## Strutture e impianti

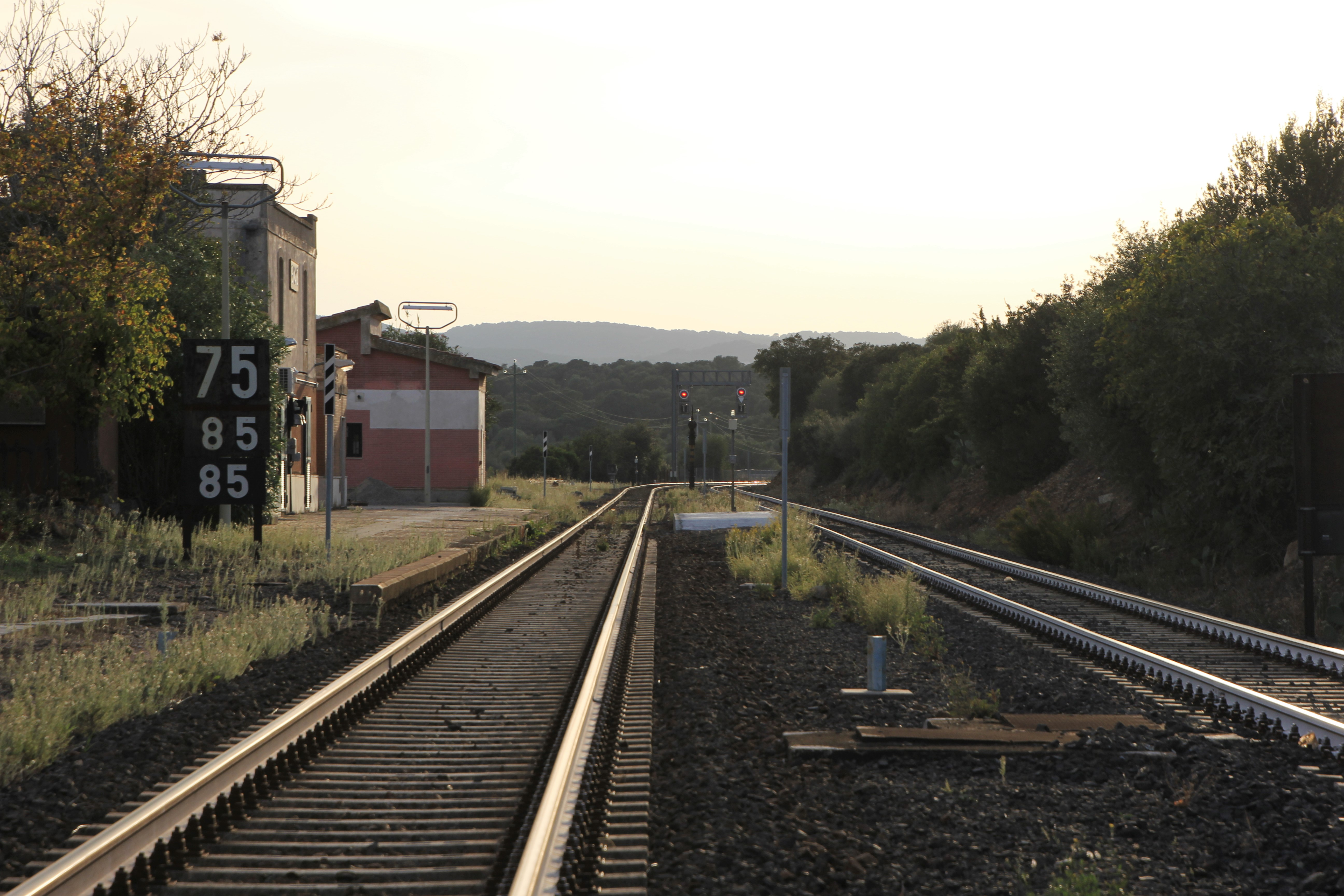
I due binari dell'impianto visti in direzione Cagliari, con sulla sinistra quello di corsa

La stazione presenta una configurazione del piano del ferro con due binari a scartamento da 1435 mm, di cui il primo di corsa ed il secondo passante con prolungamenti tronchi alle estremità.
A sud di essi sono situati gli edifici di stazione, di cui il principale è il fabbricato viaggiatori (chiuso al pubblico), composto da una parte centrale a pianta rettangolare ed estesa su due piani con un ulteriore corpo laterale presente sul solo piano terra. Attiguo ad esso è presente un ulteriore fabbricato di servizio, a fianco del quale era presente sino agli anni duemila la torre dell'acqua della stazione, poi smantellata. Ulteriori locali di servizio sono presenti in un terzo edificio nella parte ovest dell'ex area viaggiatori, mentre nella parte più occidentale dello scalo permangono le rovine di alcuni vecchi fabbricati in disuso.
La stazione è impresenziata ed è gestita in remoto dal DCO di Cagliari.

## Movimento

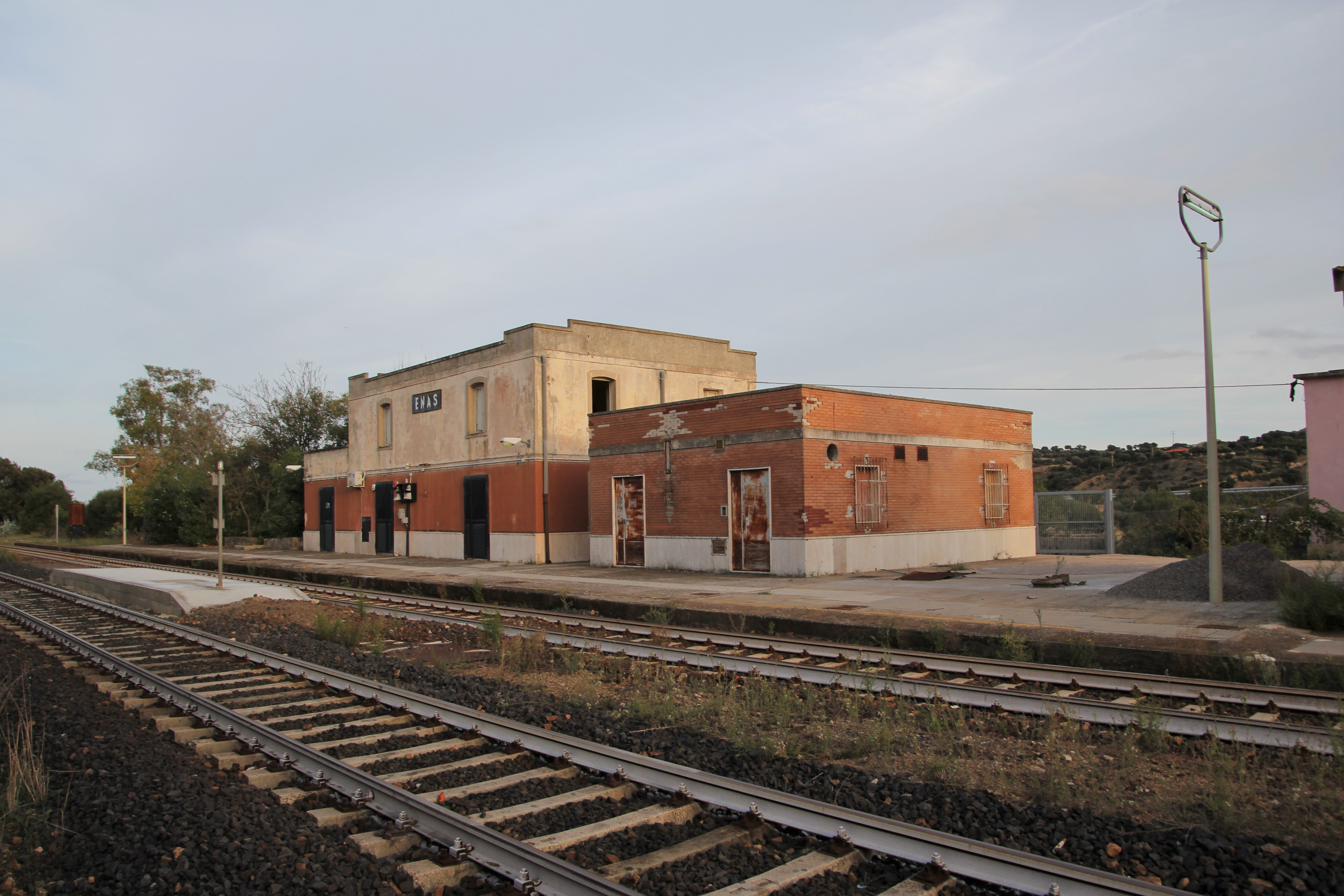
Dal 2016 la stazione non è servita da alcuna relazione

La stazione dalla primavera 2016 è priva di traffico, in precedenza era servita dai treni delle Ferrovie dello Stato ed in seguito della controllata Trenitalia.